# NS/WP Crew
National-Socialism / White Power (NS/WP, NS/WP Crew, также известна как Sparrows Crew) — российская неонацистская группировка, возникшая в середине 2000-х годов на одноимённом интернет-форуме. В 2020 году организация вновь возродилась, но уже в своём Telegram-канале. С началом вторжения России на Украину ответственна за множество поджогов военкоматов в России. 21 мая 2021 признана Верховным судом Российской Федерации террористической организацией

## Деятельность

### Ранний период. Зарождение движения. ns-wp.org
В 2004 году в интернете появился сайт ns-wp.org, созданный как неонацистский форум. Изначально этот сайт не отличался от десятка таких же, но совсем скоро на сайте стали появляться видео с избиением людей неславянской внешности. Уже тогда эти нападения были гораздо более жестокие, чем нападения других неонацистов. В ход шло не только холодное оружие, но и огнестрельное, а также газовые баллончики и т. д. На сайте можно было легко встретить рецепты приготовления взрывчатых веществ, ядов, способы самостоятельно сделать огнестрельное оружие. Тогда на форуме не было определённой (кроме неонацистской) идеи, отделяющей его от остальных, и на нём общались НС-скинхеды, монархисты и православные активисты. Однако это общение часто перетекало в конфликты, иногда выходившие из мира виртуального в реальный. Так, один неоязычник, находившийся в конфликте с православным, ночью поджёг православную церковь. Все происходившие события, на ещё тогда новом сайте, не могли быть замечены администрацией и создателями сайта. Последние критиковали христианство, а также «мягкость» скинхедов в их нападениях. Вскоре пользователи-монархисты и те, кто указал христианство своей религией, стали блокироваться.
В 2005—2007 годах появляются первые «ячейки» NS/WP в Москве и Санкт-Петербурге. Большая часть их составляющая была несовершеннолетней молодёжью, познакомившейся на этом сайте. В 2006 году появился первый из самых узнаваемых символов данной группировки — кастет в лавровом венке, означающий «переход к более радикальным действиям». С этого же времени нападения членов «ячеек» стали более жестокими, практически всегда это были убийства. Все свои преступления «акционеры» фотографировали и снимали на видео и выкладывали на сайт.
Однако из-за частых хакерских атак антифашистов и давления со стороны правоохранительных органов, в конце 2007 и начале 2008 года сайт прекратил свою работу. Вместо старого сайта появилось два новых: ns-wp.cc и ns-wp.us.

### Популяризация движения
Несмотря на наличие двух ресурсов, ns-wp.us существовал недолго. По мнению многих участников движения в то время, этот сайт был проектом милиции с целью «отлова самых ярых акционеров», поэтому основным сайтом движения стал ns-wp.cc.
Теперь обыватели стали овощами, пьющие и курящие — биомусором, ботинки с белыми шнурками были заброшены на антресоли, потому что теперь одеваться по моде skinhead’ов стало чуть ли не неприлично, бойцы предпочитали обывательскую одежду, а очень многие говорили, что единственный подобающий образ жизни NS/WP — это hardline.
В 2009 году в Санкт-Петербурге появилась одна из самых крупных ячеек движения — «NS/WP Невоград». Она ответственна за множество убийств и террористических актов. Жертвами группировки стали люди, ведущие асоциальный образ жизни, и иммигранты. Их убийства преступники совершали очень жестоко: наносили множество ножевых ранений, обливали бензином и поджигали. Также члены группировки ответственны за множество взрывов в общественных местах, резонансным стал подрыв ремонтной дрезины недалеко от Балтийского вокзала, а также взрыв памятника Ленину. Также «ячейка» ответственна за поджог множества православных церквей и храмов. «Акционеры» тщательно фиксировали свои преступления на видео, а также записывали «видеообращения оккупационным властям». Руководили группировкой Георгий Тимофеев (известный как Антицыган, он же antigypsyone) и Герман Венгервельд (известный как Стратег, он же xSTRATEGx). Первый стал известен как распространитель видеоролика с двойным убийством лиц неславянской внешности «Казнь таджика и дага» в своём Живом Журнале, а второй тем, что после ареста участников группировки в 2011 году пытался сбежать из СИЗО при помощи своей матери. В 2014 году 9 участников «NS/WP Невоград» были признаны виновными по большинству эпизодов преступлений и получили сроки от 2 лет условно до 24 лет лишения свободы.
Другой известной «ячейкой» NS/WP, возникшей в 2007 году, были «Белые волки», они же «NS/WP Москва». Стали известны благодаря выложенному на сайт видеоролику «Что крепче? Череп хача или полено?». 20 апреля 2007 года они забили насмерть узбека-тракториста Худойкулу Чориева, а через несколько дней выложили на сайт вышеупомянутое видео с убийством. После было совершено ещё более 10 убийств лиц неславянской внешности. Предполагаемым лидером «ячейки» был Алексей Джавахишвили, но сам он вину отрицает. Члены группировки были арестованы в период зимы 2008—2009 годов. 5 членов «Белых волков» были приговорены к срокам от 6,5 до 23 лет заключения, а трое признаны невиновными.
Ночью мы убивали, а утром в новостях смотрели — кого мы там убили?
Сайт ns-wp.cc работал неисправно, часто уходил на реконструкцию. Он часто подвергался хакерским атакам, а один раз был взломан антифашистскими активистами. В 2010 году NecroSS88 был арестован и сообщил милиции имена администраторов и главных участников движения, они тоже были арестованы. В том же году сайт прекратил работу и заменён на сайт ns-wp.ws.

### Закат движения. Sparrows Crew. ns-wp.ws
В отличие от двух предыдущих сайтов, ns-wp.ws был гораздо лучше защищён, он никогда не подвергался хакерским атакам и взломам, однако имел очень малую и слабую администрацию, из-за чего, например, новости на главной странице выходили достаточно редко и были очень короткие. Идеология сайта была всё той же: мизантропия и неонацизм с постоянными «акциями прямого действия» и убийствами. К 2013 году самые радикальные и активные «ячейки» NS/WP были ликвидированы правоохранительными органами и спецслужбами. В связи с этим группа «самых активных участников» создала своё движение под названием «Sparrows Crew», то есть «Воробьиная банда» (известная также как «NS/WP Light Edition»). Первая ячейка появилась в Екатеринбурге. Основным отличием «Sparrows Crew» от «ячеек» NS/WP стало то, что они не убивали своих жертв, не использовали холодное и огнестрельное оружие, члены группировки избивали и обливали газовыми баллончиками людей. Жертвами в основном становились бездомные и алкоголики, их неонацисты терроризировали чаще всего, в остальных случаях они нападали на иммигрантов. Так же, как и «боевики» NS/WP, они фиксировали свои преступления на видео и делали фотографии. Резонансными стали 4 видеоролика: «Маленький секрет Sparrows Crew», «Чумачечий», «Испытание газового баллончика» и «Хач за хлебом сходил», на них молодые люди, как в масках, так и без них, под музыку из детских мультфильмов и поп-исполнителей избивают до полусмерти иммигрантов. Также стали известны тем, что вывесили флаг Гитлеровской Германии из окна многоэтажного дома в 2013 году. Также известно о том, что люди, связанные с движением Sparrows Crew, предлагали людям поучаствовать в «конкурсе» и выиграть белый IPhone. Чтобы его выиграть, нужно было снять видео с избиением или даже убийством бездомного.
В конце 2014 года сайт ns-wp.ws прекратил свою работу. С чем это связано, неизвестно, скорее всего с тем, что сайт заблокировали правоохранительные органы. До 2016 года в интернете появлялись видеоролики от NS/WP, в основном это были «акции» Sparrows Crew. Считается, что с этого времени активно функционировала только московская «ячейка» (разгромленная в 2022 году), но никаких медиаресурсов или сайтов NS/WP не было. Фактически с момента закрытия сайта ns-wp.ws данное движение прекратило своё существование до 2020 года.

### Возрождение движения
В 2020 году в Telegram появился канал Oderint, Dum Metuant (названный в честь известной латинской крылатой фразы, в переводе — «Пусть ненавидят, лишь бы боялись»), называющий себя «Канал NS/WP Crew. Мы вернулись». Telegram-канал пропагандирует те же идеи, что и «старый» NS/WP. Однако в отличие от сайтов данной группировки, в Телеграм-канале практически отсутствовали видео с «акциями прямого действия» вплоть до начала мобилизации в России. После её начала канал захлестнули видео и фото поджогов военных комиссариатов и административных учреждений. В Telegram-канале объявили вознаграждение за поджог военкомата и съёмку данного процесса — 20 тысяч рублей. Администрация канала призывала «соратников» поджигать и уничтожать автомобили, на которых была замечена буква Z. Также звучали призывы срывать листовки, пропагандирующие Легион «Свобода России», так как «должна быть лишь одна война — расовая!». Позже появлялись «видеопособия» по изготовлению взрывчатых веществ, по изучению тактики ножевого боя и т. д. 21 мая 2021 года Верховный суд Российской Федерации признал движение NS/WP и Sparrows Crew террористическими организациями и запретил их деятельность на территории России.
25 апреля 2022 года ФСБ объявила об аресте группы неонацистов, которые готовили убийство проправительственного журналиста Владимира Соловьёва. ФСБ утверждает, что убийство было подготовлено по заказу Службы безопасности Украины, однако сама группировка NS/WP в Telegram--канале отвергает какую-либо связь с правительством Украины. ФСБ также утверждает, что во время обысков у подозреваемых были обнаружены и изъяты: самодельное взрывное устройство, зажигательные гранаты, такие как коктейль Молотова, пистолеты, обрез охотничьего ружья, граната, патроны, наркотики и поддельные украинские паспорта, националистическая литература и атрибутика. Среди задержанных также был один из лидеров NS/WP Андрей Пронский, который в 2013 году от имени NS/WP совершил убийство еврея, за что был отправлен на принудительное лечение.
Днем ранее Владимир Путин объявил, что ФСБ пресекла попытку убийства неназванного российского журналиста.
В июне 2022 года по делу об покушении на Соловьёва был арестован шестой фигурант.

### Убийство Ирины Фарион
24 июля 2024 года в закрытом телеграм-канале «Oderint dum metuant», связанном с российской неонацистской организацией National-Socialism / White Power (NS/WP) был опубликован «Манифест украинского автономного революционного расиста», автор которого взял на себя ответственность за убийство Фарион, заявив: «Я беру на себя ответственность за ликвидацию врага Украины и расовой предательницы Ирины Фарион, мы доберемся до врагов украинцев и всей расы в целом!». Также на канале «Oderint dum metuant» было опубликовано видео, снятое во дворе дома Фарион, на котором был слышен женский крик.

## Самые известные ячейки NS/WP
- Московские ячейки:
  - первая (2005—2010-е), скорее всего, разгромлена в середине 2010-х годов;
  - вторая — это группировка «Белые волки», она же «NS/WP Москва»: 10 убийств, разгромлена в начале 2009 года[12];
  - третья ликвидирована ФСБ в 2022 году[17], планировала убийство российского журналиста Владимира Соловьёва.
- Петербуржская «NS/WP Невоград» (2009—2010)[5]: множество убийств и взрывов в Санкт-Петербурге и его окрестностях, ликвидирована в 2011 году после ареста участников группировки[26].
- Автономное Славянское Сопротивление (Москва и её окрестности, август 2008 — январь 2009): множество поджогов и избиений, а также несколько убийств, ликвидирована в 2010 году[4][27].
- NS/WP МОЛОТ РАССВЕТА, она же «Бригада Яна Лютика»[4] (Москва): убийства, ликвидирована в 2012 году[28].
- Командование объединённых групп чернозёмного сектора оккупированной России — NS/WP «Центр», они же «Орловские партизаны» (2010): множество поджогов и взрыв, стали известны после выкладывания на сайт «Кавказ-Центр» обращения данной группировки «Воззвание Орловских Партизан: „Делайте как мы! Делайте лучше нас!“», ликвидирована в конце 2010 года.
- NS/WP Казань[4] (2014): убийство гражданина Чада Махджуба Тиджани Хассана, ликвидирована[29].
- Общество белых-88 (Нижний Новгород, 2008): 4 убийства и множество покушений, ликвидирована в августе 2008 года
- Национал-Социалистическая Партия Руси (Калужская область, окрестности Обнинска, Москва или Московская область, около 2007): дело о двойном убийстве до сих пор не расследовано, убийцы не найдены[13].
- Боевая организация русских националистов (Москва, 2008—2011): 10 убийств, Илья Горячев и Никита Тихонов были активными участниками и посетителями форума NS/WP, ликвидирована в 2011 году.

Также известно о существовании ячеек в таких городах, как Екатеринбург, Липецк, Брянск, Тула и Рязань.